# Polenzwald
Das Naturschutzgebiet Polenzwald liegt im Landkreis Leipzig in Sachsen westlich von und direkt anschließend an Polenz, einem Ortsteil der Stadt Brandis. Östlich des Gebietes verläuft die S 45 und südwestlich die A 14.

## Bedeutung
Das 111,4 ha große Gebiet mit der NSG-Nr. L 12 wurde im Jahr 1991 unter Naturschutz gestellt.